# Winchester Super Short Magnum

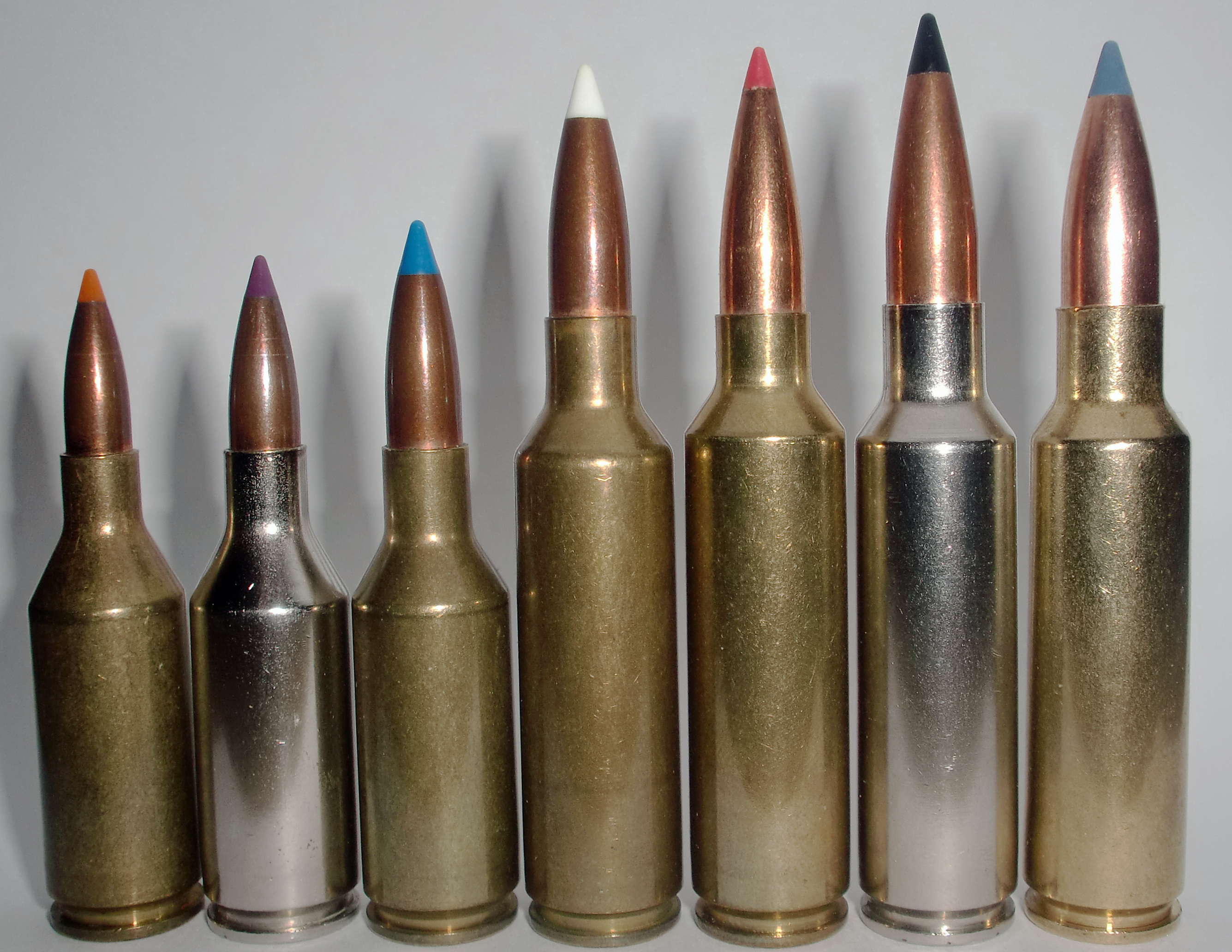
Набої лінійок WSM та WSSM. Зліва направо: .223 WSSM, .243 WSSM, .25 WSSM, .270 WSM, 7 mm WSM, .300 WSM, .325 WSM.

Winchester Super Short Magnum або WSSM - це позначення лінійки пляшкоподібних коротких набоїв магнум центрального запалення зі зменшеним фланцем, яку розробила компанія U.S. Repeating Arms Company (Winchester Inc). Це подальший розвиток лінійки Winchester Short Magnum з використанням менших куль, але все ще з великою швидкістю.

## Історія
Компанії Winchester та Browning об'єдналися для створення нової вкороченої версії популярної гільзи WSM (Winchester Short magnum). Нова "супер коротка" гільза була створена на принципах, які довели свою успішність у змаганнях зі стрільби з станка, де використовували набої 6 mm PPC та 6 mm BR Remington. В 2003 році було представлено перші такі набої .223 та .243 Winchester Super Short Magnums (WSSM). В 2004 році до лінійки було додано набій .25 WSSM.
Жоден з цих набоїв не зміг захопити значну частину ринку. Можливо це сталося тому, що ці три набої мали схожу продуктивність з існуючими набоями. Крім того напочатку кулі набоїв .223 та .243 швидко засмічували нарізи канала стволу. Швидке зношування коротких стволів є загальною проблемою високошвидкісних набоїв, а тому набої WSSM не відрізняються від інших високошвидкісних набоїв. Для зменшення проблеми компанія Browning почала використовувати хромовані стволи у всій своїй зброї під набій .223 WSSM.
2 листопада 2005 року окружний суд США штата Орегон, виніс рішення у справі Джеймісон проти Olin Corporation, відділення Вінчестера, у справі № 03-1036-KI (основна справа), 04-31-KI, 04-76-КІ (Д. Ор. 2 листопада 2005 р.). Винахідник Джон Р. Джеймсон розробив і запатентував кілька конструкцій коротких гвинтівкових набоїв магнум. Джеймесон запропонував Olin/Winchester свої винаходи. Суд встановив, що продукція Olin/Winchester та Browning WSSM порушила патенти Джеймесона без сплати йому компенсації. Замість того, щоб платити роялті Джеймісону компанії Winchester та Browning припинили виробництво всіх гвинтівок під набій WSSM. 

## Переваги
Концепція Short Magnum має свої переваги. Ідея в тому, що короткий, товстий стовпчик пороху забезпечує рівномірну щільність заряду і швидкості займання, а тому має більш рівномірне горіння. Це має покращити точність і зробити потенційно середній відбій через більш ефективне використання запальної суміші.
Іншою перевагою є короткий затвор. Наприклад, якщо порівнювати .25 WSSM з набоєм .25-06 Remington, можна побачити, що для набою .25-06 потрібен затвор, як для набою .30-06, який зазвичай називають стандартний або довгий затвор. Гільза набою .25 WSSM коротша майже на дюйм, а тому її можна використовувати в існуючих коротких затворах, наприклад в тих де використовують набої 5.56 NATO та .223 Remington. Деякі виробники навіть створили екстра короткі затвори для роботи з новими короткими набоями. Загальновизнано, що коротки, жорсткий затвор має кращу точність у порівнянні з довгим затвором. В результаті гвинтівка стає меншою, легшою, більш компактною та з кращою керованістю.

## Недоліки
Відносно великий діаметр гільз призводить до зменшення місткості та надійності магазина, а також до того, що затворна рама стає тоншою і може легко зламатися, особливо, під високим тиском набоїв.

## Лінійка набоїв
Таблиця набоїв по даті розробки:
| Назва     | Рік  | Діаметр кулі       | Примітки                                                     |
| --------- | ---- | ------------------ | ------------------------------------------------------------ |
| .223 WSSM | 2002 | .224 in. (5.69 мм) | продуктивність як у набоїв .220 Swift та 22-250              |
| .243 WSSM | 2003 | .243 in. (6.17 мм) | продуктивність як у набоїв 6 mm Remington та .243 Winchester |
| .25 WSSM  | 2004 | .257 in. (6.53 мм) | продуктивність як у набоїв .257 Roberts та .25-06 Remington  |
| 6.5 WSSM  |      |                    |                                                              |

Як і при появі будь-якої нової гільзи, кустарні виробники пробують створити на її базі нові набої. Двома найвідомішими набоями, які були створені на базі цієї гільзи були набій .325 Corbin, який насправді є 8 мм WSSM, та .22/40 SMc, який є набоєм .223 WSSM з еліптичним плечем.
Кустарні набої на базі .25 WSSM, мають назву .358 WSSM або .358 BFG, при цьому їхня продуктивність схожа на продуктивність стандартних набоїв .358 Winchester та .35 Whelen.
Крім того, Olympic arms створили набій .300 OSSM, де використано гільзу набою 25 WSSM і розширено дульце до калібру .308”, що дало продуктивність між набоями 30-06 та .300 Winchester Magnum.